# Spargania malacata
Spargania malacata là một loài bướm đêm trong họ Geometridae.